# Goudkaptangare
De goudkaptangare (Thlypopsis ruficeps) is een zangvogel uit de familie Thraupidae (tangaren).

## Verspreiding en leefgebied
Deze soort komt voor in de Andes van zuidoostelijk Peru tot Bolivia en noordwestelijk Argentinië.